# Staňkovice (okres Litoměřice)
Obec Staňkovice (německy Stankowitz) se nachází v okrese Litoměřice v Ústeckém kraji, zhruba 6,5 kilometru severovýchodně od Litoměřic na východním úbočí Dlouhého vrchu (658 m). Žije v ní 35 obyvatel.

## Historie

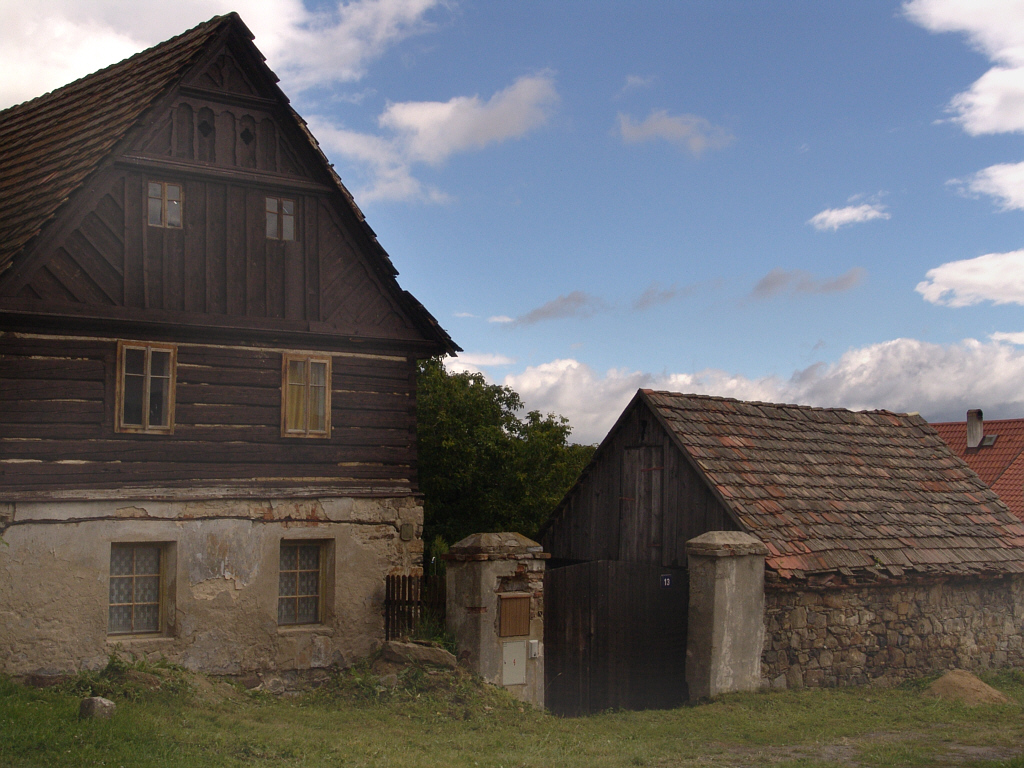
Srubový dům čp. 13

První písemná zmínka o vsi (Stanchouici) pochází ze sporu o desátky ze zdejšího dvora v listině vydané 12. prosince 1255. V letech 1938 až 1945 byly Staňkovice (v důsledku uzavření Mnichovské dohody) přičleněny k nacistickému Německu.

## Pamětihodnosti
- Kaple svatého Prokopa z roku 1868 v centru obce, pseudoslohová s románskými prvky
- Vodní mlýn
- Roubené a hrázděné lidové domy z osmnáctého a devatenáctého století

## Obyvatelstvo
|           | 1869 | 1880 | 1890 | 1900 | 1910 | 1921 | 1930 | 1950 | 1961 | 1970 | 1980 | 1991 | 2001 | 2011 |
| --------- | ---- | ---- | ---- | ---- | ---- | ---- | ---- | ---- | ---- | ---- | ---- | ---- | ---- | ---- |
| Obyvatelé | 234  | 229  | 220  | 224  | 219  | 196  | 184  | 115  | 91   | 82   | 56   | 30   | 32   | 44   |
| Domy      | 42   | 42   | 42   | 40   | 41   | 43   | 41   | 38   | 23   | 19   | 18   | 20   | 29   | 28   |